# Jean-Thomas-Élisabeth Richer de Sérizy
 (novembre 2011).
Si vous disposez d'ouvrages ou d'articles de référence ou si vous connaissez des sites web de qualité traitant du thème abordé ici, merci de compléter l'article en donnant les références utiles à sa vérifiabilité et en les liant à la section « Notes et références ».
Pour les articles homonymes, voir Richer.
Jean-Thomas-Elisabeth Richer de Sérizy (s'écrit aussi Richier de Cerizy) était un contre-révolutionnaire né à Paris en 1759 et mort à Londres en 1803.
Il était d'une vieille famille normande anoblie en 1472. Il avait été clerc de notaire, puis chroniqueur royaliste. Il fréquentait Fabre d'Églantine, Camille Desmoulins et Danton. 
Il avait contracté un mariage de convenances avec Mlle Calame de La Prairie, fille d'une actrice et du prince de Conti. Elle l'accusa de se montrer violent. Leur divorce dura une dizaine d'années, durant lesquelles elle dut lui verser une pension.
Pendant la Révolution, une dénonciation anonyme le décrivit comme un "homme sans moralité, connu dans tout Paris par la dépravation de sa vie privée, par ses goûts antiphysiques passifs, et signalé par l'incivisme le plus révoltant (...)." 
Arrêté le 14 frimaire an II (4 décembre 1793), on l'enferma à la prison des Carmes, puis à celle du Luxembourg. Après le 9 thermidor, on l'envoya finir sa réclusion dans la maison de santé Montprin, puis à la pension Belhomme.
Il est libéré le 6 vendémiaire an III (27 septembre 1794) et commence la rédaction de son journal L'Accusateur public. Il joue un rôle important dans la section Le Peletier et coordonne l'action des sections contre-révolutionnaire le 12 vendémiaire au sein d'un comité central qui prépara la Restauration de Louis XVIII de France. L'échec de l'Insurrection royaliste du 13 vendémiaire an IV (5 octobre 1795) ne lui est pas imputable. Vaincu, il est poursuivi mais acquitté par le jury de la Seine. Il est à nouveau proscrit après le coup d'État du 18 fructidor an V (4 septembre 1797). Il gagne la Suisse.
Avec d'anciens affidés de Philippe Égalité, il fréquentait la maison de Grace Elliott, surveillée de près par la police du Directoire. Il échappa de peu à une déportation à Cayenne et finit par se réfugier à Londres, où il mourut à l'âge de quarante-quatre ans.